# Богданівка (зупинний пункт, Київська дирекція Південно-Західної залізниці)
Богда́нівка — пасажирська зупинна залізнична платформа Гребінківського напрямку Південно-Західної залізниці. Розташована між платформою Черняхівський (відстань 4 км) та станцією Кононівка (відстань 7 км). Відстань до Києва — 116 км,, до Гребінки — 32 км.
Знаходиться у селі Гречанівка.
Час виникнення зупинного пункту не встановлено. Лінію електрифіковано в 1994 році.